# NGC 5892
NGC 5892 је спирална галаксија у сазвежђу Вага која се налази на NGC листи објеката дубоког неба.
Деклинација објекта је - 15° 27' 51" а ректасцензија 15h 13m 48,1s. Привидна величина (магнитуда) објекта NGC 5892 износи 12,0 а фотографска магнитуда 12,7. Налази се на удаљености од 33,7000 милиона парсека од Сунца. NGC 5892 је још познат и под ознакама MCG -2-39-7, Fath 703, NPM1G -15.0523, A 1511-15, PGC 54365.